# Sirsi
Sirsi è una città dell'India di 58.711 abitanti, situata nel distretto del Kannada Settentrionale, nello stato federato del Karnataka. In base al numero di abitanti la città rientra nella classe II (da 50.000 a 99.999 persone).

## Geografia fisica
La città è situata a 14° 37' 0 N e 74° 50' 60 E e ha un'altitudine di 589 m s.l.m..

## Società

### Evoluzione demografica
Al censimento del 2001 la popolazione di Sirsi assommava a 58.711 persone, delle quali 29.824 maschi e 28.887 femmine. I bambini di età inferiore o uguale ai sei anni assommavano a 6.813, dei quali 3.460 maschi e 3.353 femmine. Infine, coloro che erano in grado di saper almeno leggere e scrivere erano 46.440, dei quali 24.581 maschi e 21.859 femmine.